# Chiesa di Santa Maria di Spinerano
La chiesa di Santa Maria di Spinerano nel comune di San Carlo Canavese costituisce per il suo campanile e l'abside superstite una interessante testimonianza dell'architettura romanica nel Canavese; è importante anche il quattrocentesco ciclo di affreschi conservato al suo interno.

## Storia della chiesa
La costruzione della chiesa su un territorio denominato Spinerano (o Spinairano) risale all'inizio dell'XI secolo; è di probabile origine benedettina, come avviene per gli altri vicini edifici romanici, la chiesa di San Martino di Liramo a Cirié e la chiesa di San Ferreolo a Grosso. L'edificio doveva originariamente essere a tre navate, con due absidi e la terza navata terminante con il campanile
L'analisi dei documenti pervenutici consente di tracciare, attraverso alcune date, la storia della chiesa. 
La prima menzione è del 1118, data in cui la chiesa (intitolata allora a San Solutore) viene attestata tra i possedimenti dell'abbazia (oggi non più esistente) di San Solutore in Torino; tale dipendenza risulta confermata nel 1289. Nel 1349 il cardinale Guidone stabilì che la chiesa venisse conferita all'abbazia benedettina di San Mauro Torinese stabilendo altresì che la chiesa possedesse alcune proprietà fondiarie come beneficio ecclesiastico. 

Nel 1432 - quando l'edificio era ormai in cattivo stato - vi prese dimora un eremita francescano, certo Domenico Pago della Marca d'Ancona, che abitò per alcuni anni in una casupola attigua al campanile. Sotto il suo offizio la chiesa venne riparata e ridipinta internamente. Una bolla di papa Felice V (vale a dire Amedeo VIII di Savoia) del 1444 conferma come Domenico Pago abbia provveduto con il suo denaro e lavoro a restaurare la cappella, sistemato alcuni ambienti adiacenti, scavato un pozzo e recintato un orto attiguo. 

Fino alla prima metà del Seicento è utilizzata come chiesa della comunità dei contadini della vauda ad essa attigua (costituente ora la Riserva naturale della Vauda); successivamente viene costruita la chiesa parrocchiale dedicata a San Carlo Borromeo: inizia allora il degrado della chiesa che viene descritta nella visita del 1770 come rusticum tugurium. Alla fine del Settecento la cappella è ricostruita come la si può osservare oggi: viene ristretta, eliminando le absidi laterali e si costruisce una volta a botte in sostituzione della vecchia copertura in legno. Nel 1840 la cappella passa in proprietà della parrocchia di San Carlo Borromeo. Nel 1911, dopo un ulteriore restauro voluto dal conte Teodoro Messea e da Alfredo D'Andrade, essa viene dichiarata monumento nazionale.

## Sopravvivenze romaniche

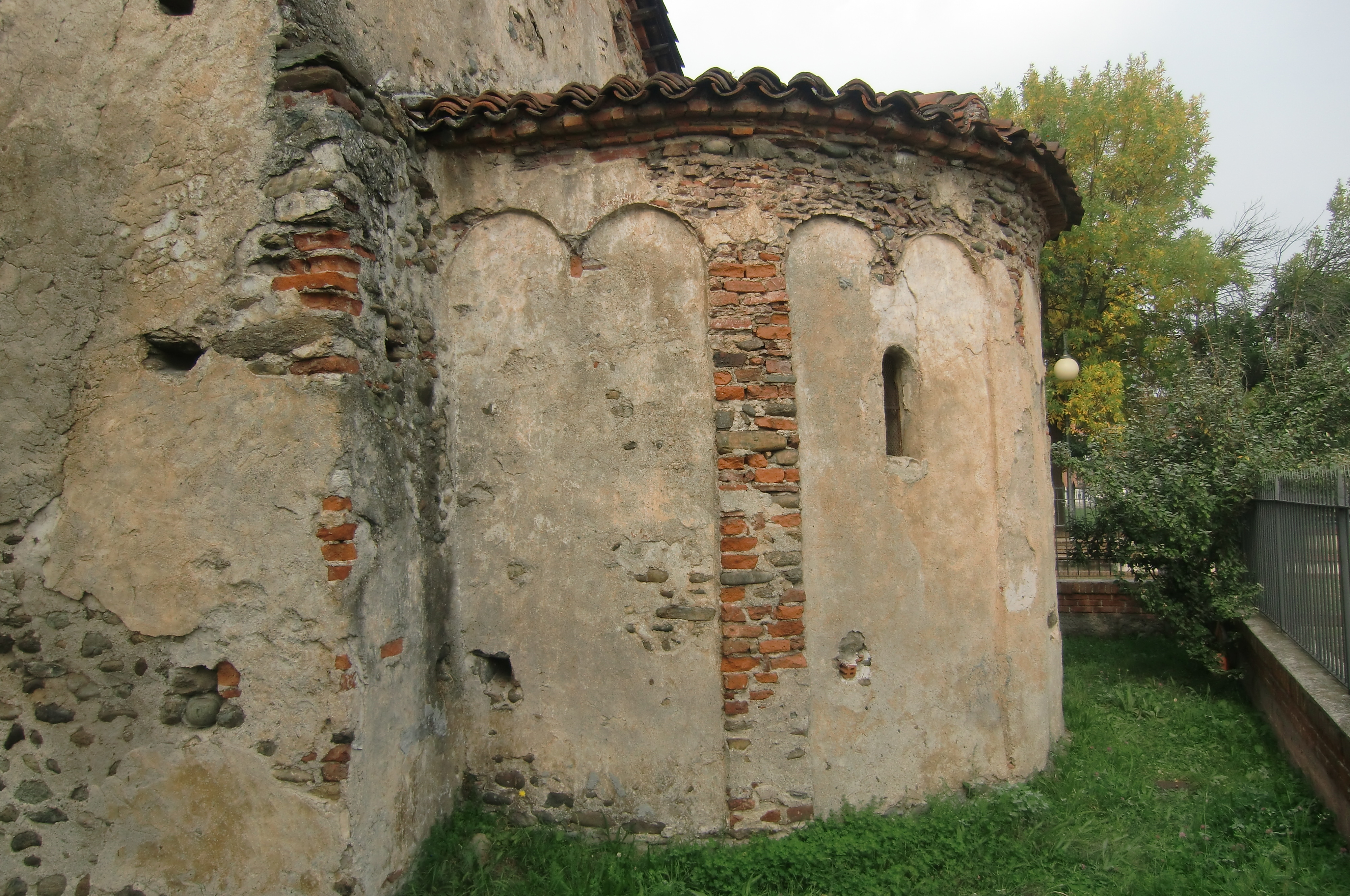
Veduta dell'abside

L'abside appare esternamente divisa da cinque lesene in sei campi delimitati superiormente - sotto la copertura in coppi - da coppie di archetti pensili. Tre sono le finestre a doppia strombatura che complessivamente si aprono sulla superficie dell'abside. La muratura appare alquanto rozza, composta da pietrame e pezzi di laterizio.
Il campanile romanico è alto circa 12 metri. La parte inferiore è priva di aperture e di decorazioni, mentre la parte superiore è divisa in tre piani rafforzati agli angoli da lesene e decorati da archetti pensili: gli ultimi due piani (divisi da una cornice marcapiano fatta di mattoni posti a zic-zac) sono caratterizzati rispettivamente dall'apertura di una monofora e di una bifora. La costruzione termina con una cuspide quadrangolare.

## Affreschi dell'abside

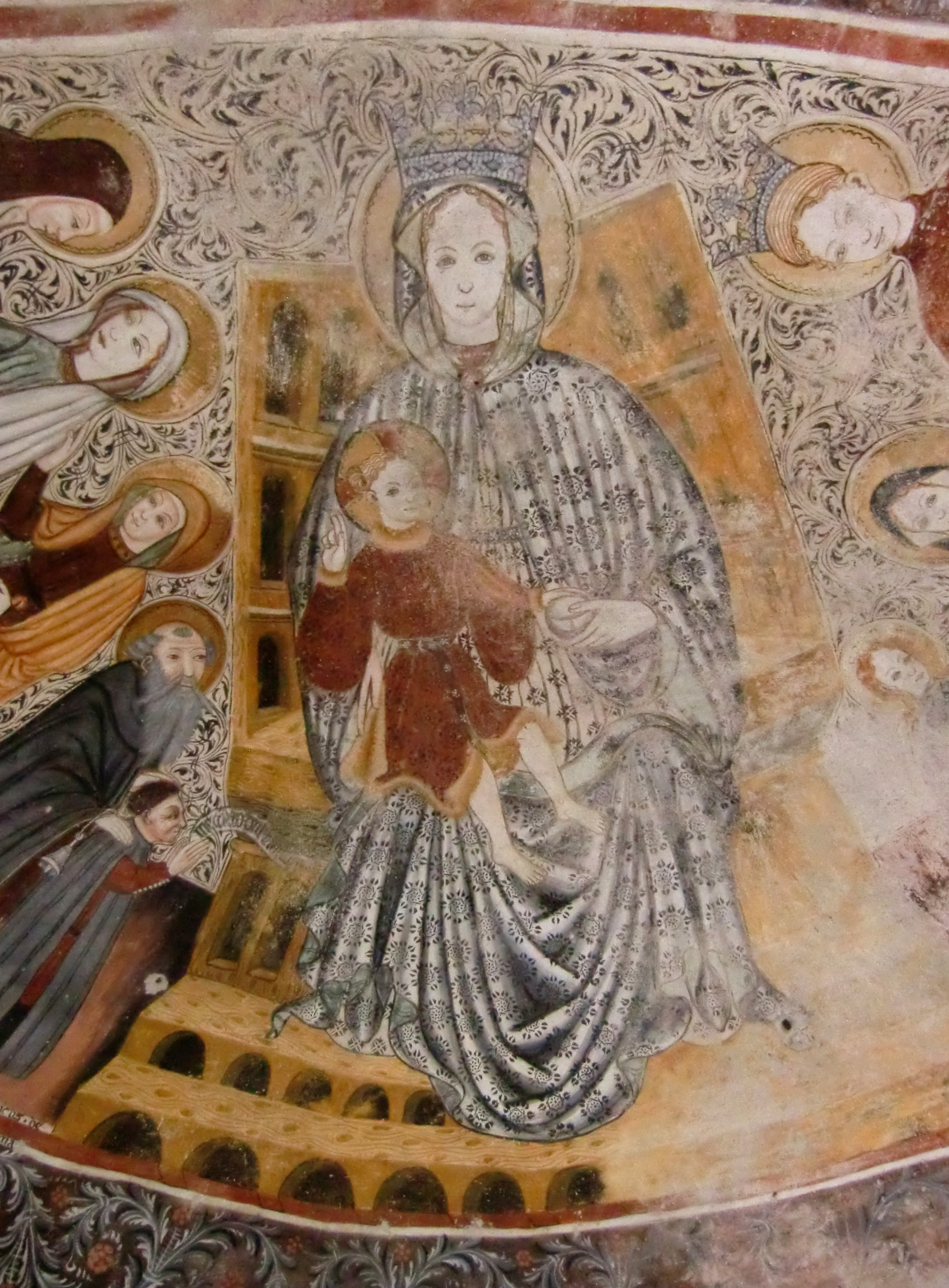
Domenico della Marca d'Ancona, Madonna col Bambino particolare della scena nel catino absidale

All'interno della chiesa sono conservati interessanti affreschi del XV secolo: nel catino absidale troviamo una Madonna col Bambino assisa in trono e circondata da Santi e Sante; più in basso, nel cilindro dell'abside, è raffigurata la consueta teoria dei dodici Apostoli. 

Le scena al centro del catino è circondata da un ricco fregio con fiori rosa e racemi realizzati a stampo. La Vergine reca in capo una corona ed indossa un'ampia e ricca veste dai riflessi perlacei decorata con rosoni. Il trono su cui si siede è in legno traforato con nicchie di modello bizantino. Anche il Bambino è caratterizzato dall'elegante abito color mattone con risvolti in pelliccia, segno di un interesse del pittore che si concentra sui tessuti più che sulla espressione dei volti.
Guardando la Vergine in trono osserviamo sulla sinistra la scena della Visitazione con la Madonna e Santa Elisabetta incinte che si abbracciano; anche Sant'Anna - la madre di Maria - assiste alla scena. Accanto alle tre donne abbiamo Sant'Antonio abate che presenta alla vergine il terziario francescano in atteggiamento di preghiera. Sotto quest'ultima figura leggiamo la scritta magistro domenicus de la marcha d'ancona. Sulla destra della scena sono collocate le figure di tre sante di altezza crescente: è riconoscibile solo la figura slanciata della Santa Caterina di Alessandria, con in mano una ruota, suo attributo iconografico.

Le figure dei dodici Apostoli, nella fascia sottostante, sono inserite in cornici a motivi geometrici e ripartite in gruppi di diversa numerosità, secondo quanto viene imposto dalla presenza delle finestre dell'abside. Sono ritratti frontalmente a figura intera; ciascuno di essi è riconoscibile in virtù di un cartiglio che reca il proprio nome ed un versetto del Credo; "ricchissime, anche in questo caso, le decorazioni degli abiti, tra cui spicca il motivo ricorrente del rosone, mentre i volti conservano l'attitudine serenamente apatica del nostro pittore".

La paternità degli affreschi è da stata quasi unanimemente attribuita all'eremita francescano Domenico Pago della Marca di Ancona menzionato nella bolla di papa Felice V del 1444, che proprio qui in Santa Maria di Spinerano si firma al di sotto della figura orante ai piedi della Madonna. 
Una rilettura critica della bolla in questione ha indotto Paola Astrua a ritenere che ad essere raffigurato in ginocchio accanto alla Vergine e che si firma Domenico Pago è il committente, terziario francescano e non l'autore degli affreschi. "Secondo un'altra ipotesi, forse più plausibile - stante il titolo di magister che vi compare - è che il pittore e l'eremita siano la stessa persona.
Simone Bonicatto ha confermato che "Domenico della Marca d'Ancona" è il chirurgo committente degli affreschi.

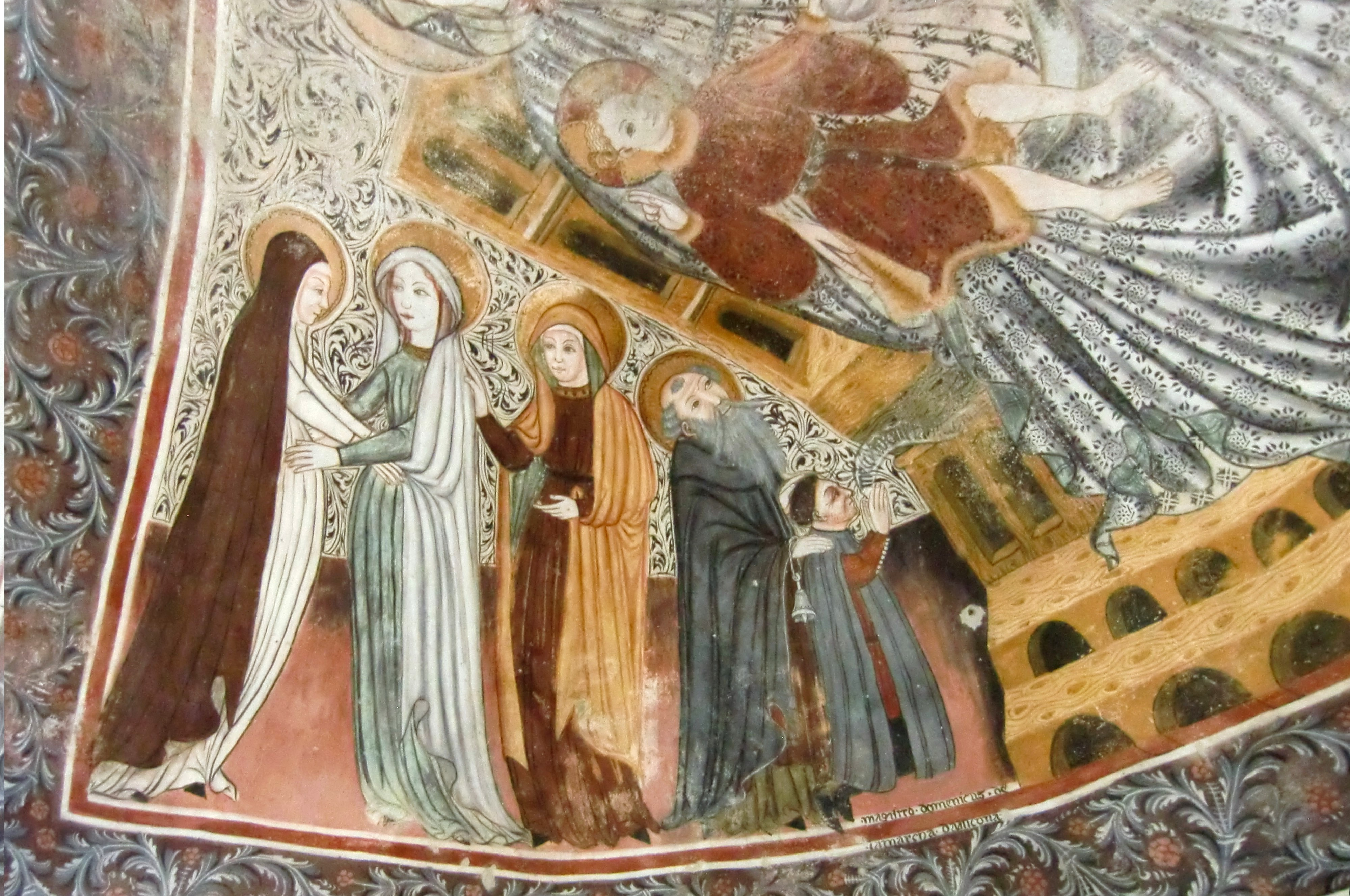
Visitazione con, Sant'Anna, Sant'Antonio Abate e il Donatore
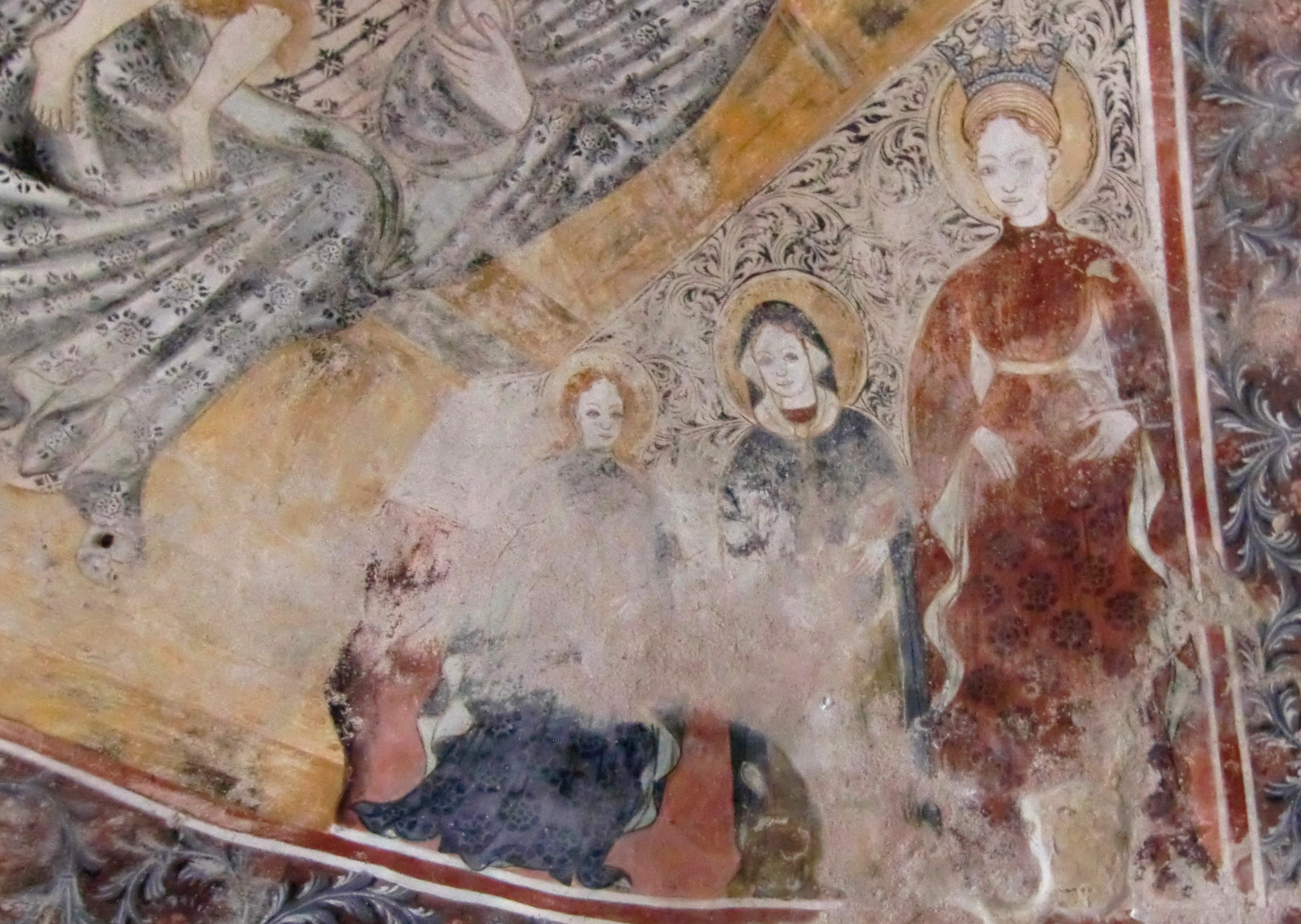
Tre Sante (l'ultima è Santa Caterina di Alessandria)
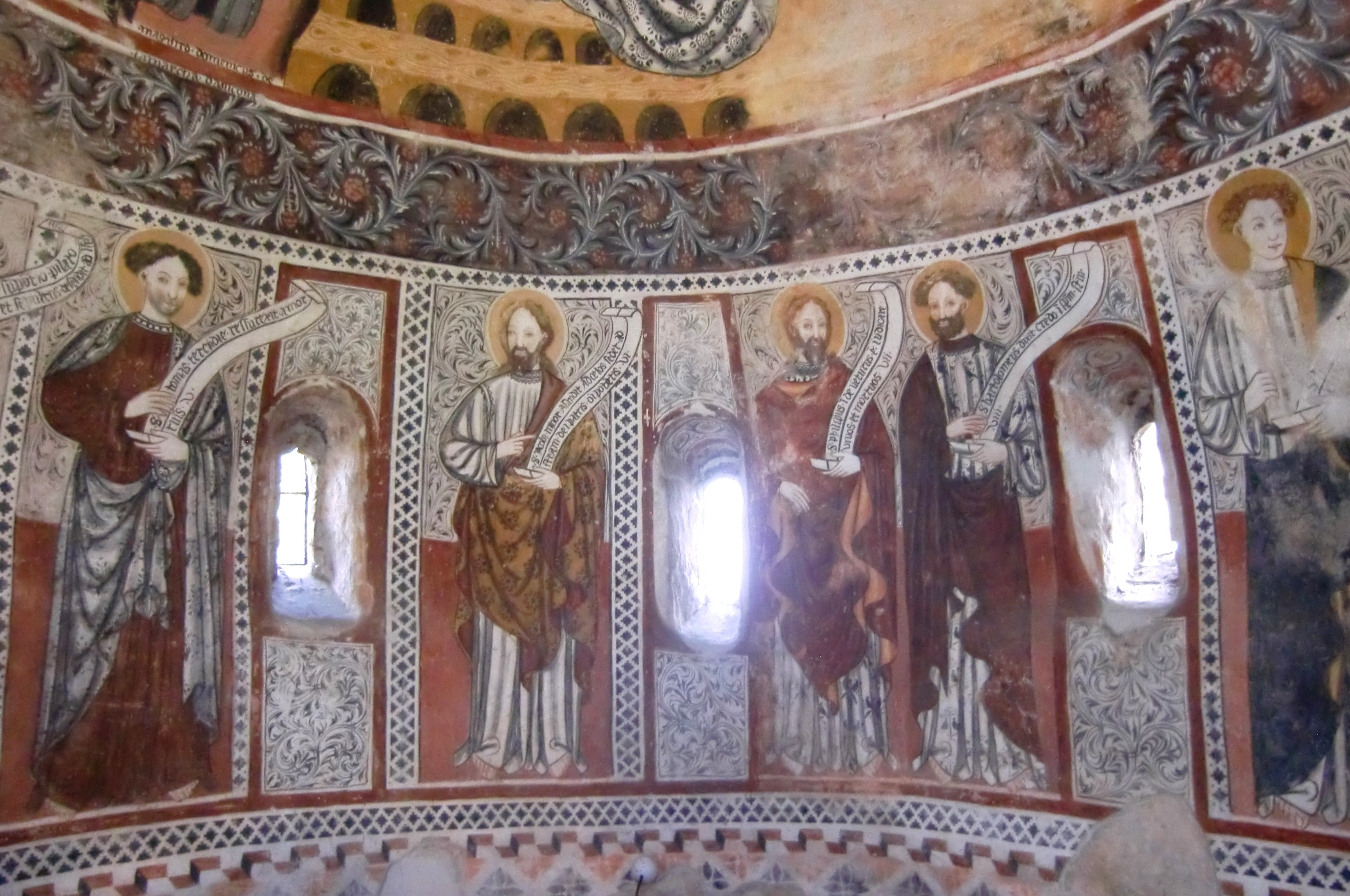
Apostoli
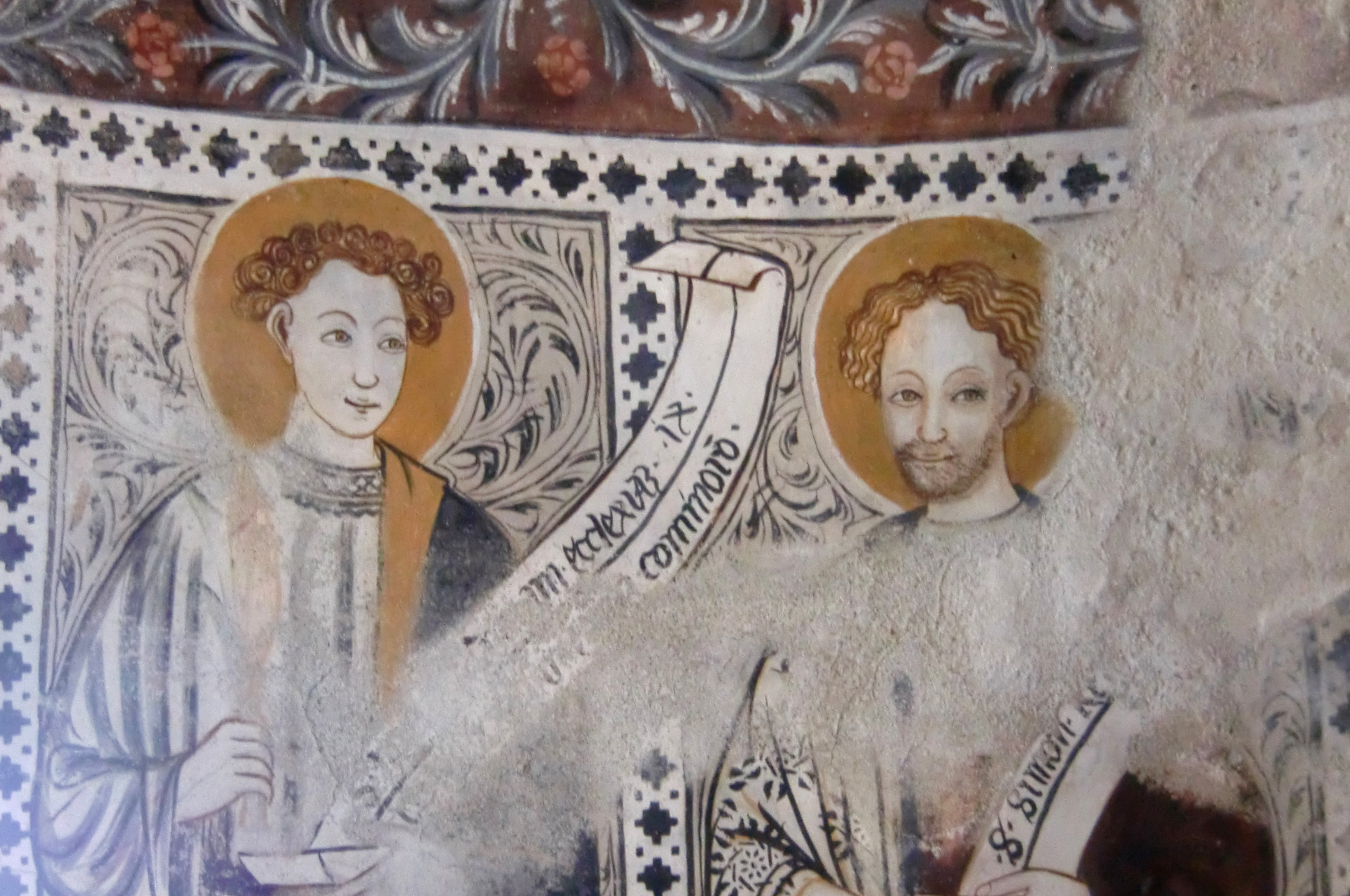
Apostoli (San Matteo e San Simone)
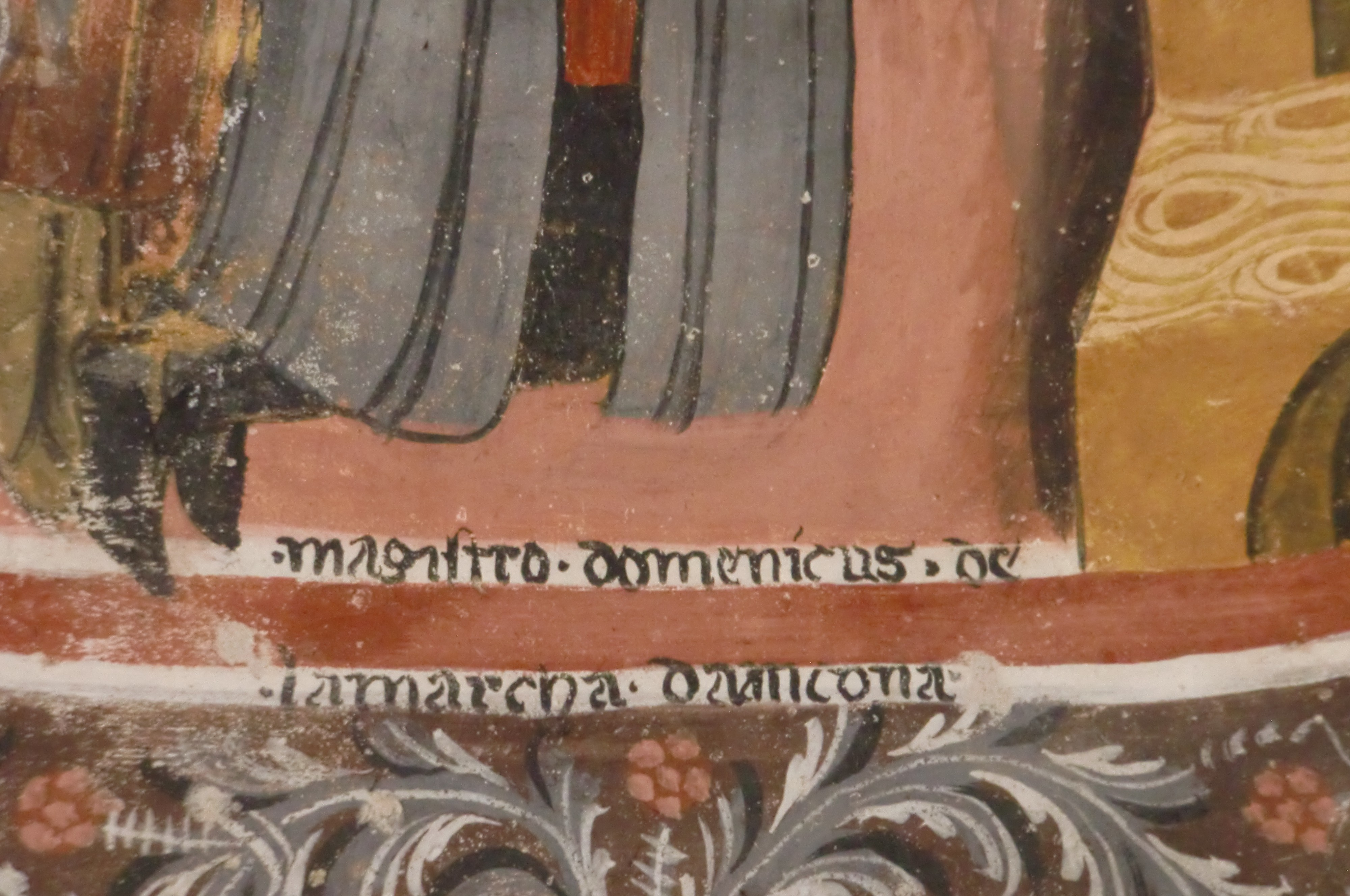
La firma del Donatore (e Pittore?)